# Ousmane Camara (calciatore novembre 2001)
Ousmane Camara (Conakry, 3 novembre 2001) è un calciatore guineano, attaccante del Castellón e della nazionale guineana.

## Biografia
Nato a Conakry, all'età di 17 anni ha deciso di lasciare il suo Paese passando attraverso Mali e Niger venendo però imprigionato in Libia per 3 mesi, nei quali ha subito delle torture ed ha visto i suoi compagni di cella venire assassinati. Fuggito di prigione ha raggiunto un campo profughi dove ha raggiunto l'Italia tramite una zattera ed in seguito la Francia nascondendosi su un treno.

## Carriera

### Club
Camara ha iniziato a giocare a calcio nel settore giovanile dell'Auxerre nel 2018. L'anno seguente ha firmato il suo primo contratto professionistico ed è stato promosso nella seconda squadra. Il 13 novembre 2021 ha debuttato in prima squadra nell'incontro di Coppa di Francia vinto 4-2 contro il Limonest ed il 28 dicembre 2022 ha debuttato in Ligue 1 nell'incontro perso 3-2 contro il Monaco. Ha segnato i suoi primi gol il 5 agosto 2023 mettendo a segno una doppietta ed un assist nel successo per 4-1 sul Valenciennes. Il 24 gennaio 2024 è passato in prestito all'Annecy.
Nell'estate del 2024 passa a titolo definitivo per 500000 euro al Castellón, club neopromosso nella seconda divisione spagnola.

### Nazionale
Ha giocato nella nazionale guineana Under-23.
Il 10 giugno 2024 ha debuttato con la nazionale guineana nell'incontro di qualificazione per il Campionato mondiale di calcio 2026 perso 1-0 contro il Mozambico.
Poche settimane dopo è stato convocato dalla nazionale olimpica per partecipare ai Giochi della XXXIII Olimpiade.

## Statistiche

### Presenze e reti nei club
Statistiche aggiornate al 24 luglio 2024.
| Stagione        | Squadra         | Campionato      | Campionato | Campionato | Coppe nazionali | Coppe nazionali | Coppe nazionali | Coppe continentali | Coppe continentali | Coppe continentali | Altre coppe | Altre coppe | Altre coppe | Totale | Totale | Totale |
| Stagione        | Squadra         | Comp            | Pres       | Reti       | Comp            | Pres            | Reti            | Comp               | Pres               | Reti               | Comp        | Pres        | Reti        | Pres   | Reti   |        |
| --------------- | --------------- | --------------- | ---------- | ---------- | --------------- | --------------- | --------------- | ------------------ | ------------------ | ------------------ | ----------- | ----------- | ----------- | ------ | ------ | ------ |
| 2018-2019       | Auxerre 2       | N3              | 1          | 0          |                 | -               | -               |                    | -                  | -                  |             | -           | -           | 1      | 0      |        |
| 2019-2020       | Auxerre 2       | N3              | 7          | 1          |                 | -               | -               |                    | -                  | -                  |             | -           | -           | 7      | 1      |        |
| 2020-2021       | Auxerre 2       | N2              | 1          | 0          |                 | -               | -               |                    | -                  | -                  |             | -           | -           | 1      | 0      |        |
| 2021-2022       | Auxerre 2       | N2              | 24         | 10         |                 | -               | -               |                    | -                  | -                  |             | -           | -           | 24     | 10     |        |
| 2022-2023       | Auxerre 2       | N2              | 24         | 16         |                 | -               | -               |                    | -                  | -                  |             | -           | -           | 24     | 16     |        |
| 2021-2022       | Auxerre         | L2              | 0          | 0          | CF              | 1               | 0               |                    | -                  | -                  |             | -           | -           | 1      | 0      |        |
| 2022-2023       | Auxerre         | L1              | 3          | 0          | CF              | 0               | 0               |                    | -                  | -                  |             | -           | -           | 3      | 0      |        |
| 2023-gen. 2024  | Auxerre         | L2              | 9          | 2          | CF              | 3               | 0               |                    | -                  | -                  |             | -           | -           | 12     | 2      |        |
| gen.-giu. 2024  | Annecy          | L2              | 15         | 6          | CF              | 0               | 0               |                    | -                  | -                  |             | -           | -           | 15     | 6      |        |
| Totale carriera | Totale carriera | Totale carriera | 84         | 35         |                 | 4               | 0               |                    | -                  | -                  |             | -           | -           | 88     | 35     |        |

### Cronologia presenze e reti in nazionale
| Cronologia completa delle presenze e delle reti in nazionale ― Guinea | Cronologia completa delle presenze e delle reti in nazionale ― Guinea | Cronologia completa delle presenze e delle reti in nazionale ― Guinea | Cronologia completa delle presenze e delle reti in nazionale ― Guinea | Cronologia completa delle presenze e delle reti in nazionale ― Guinea | Cronologia completa delle presenze e delle reti in nazionale ― Guinea | Cronologia completa delle presenze e delle reti in nazionale ― Guinea | Cronologia completa delle presenze e delle reti in nazionale ― Guinea |
| Data                                                                  | Città                                                                 | In casa                                                               | Risultato                                                             | Ospiti                                                                | Competizione                                                          | Reti                                                                  | Note                                                                  |
| --------------------------------------------------------------------- | --------------------------------------------------------------------- | --------------------------------------------------------------------- | --------------------------------------------------------------------- | --------------------------------------------------------------------- | --------------------------------------------------------------------- | --------------------------------------------------------------------- | --------------------------------------------------------------------- |
| 10-6-2024                                                             | El Jadida                                                             | Guinea                                                                | 2 – 4                                                                 | Mozambico                                                             | Qual. Mondiali 2026                                                   | -                                                                     | 84’                                                                   |
| Totale                                                                |                                                                       | Presenze                                                              | 1                                                                     |                                                                       | Reti                                                                  | 0                                                                     |                                                                       |

## Palmarès
- Championnat National 3: 1

Auxerre 2: 2019-2020 (girone E)